# Яринівка (Сарненський район)
Ярині́вка — село в Україні, у Сарненській міській громаді Сарненського району Рівненської області. Населення становить 877 осіб.

## Географія
Селом протікає річка Островська, ліва притока Случі.

## Історія
У 1906 році село Бережницької волості Луцького повіту Волинської губернії. Відстань від повітового міста 132 верст, від волості 7. Дворів 34, мешканців 269.
Відповідно до Розпорядження Кабінету Міністрів України від 12 червня 2020 року № 722-р «Про визначення адміністративних центрів та затвердження територій територіальних громад Рівненської області» увійшло до складу Сарненської міської громади.

## Населення
За переписом населення 2001 року в селі мешкало 876 осіб.

### Мова
Розподіл населення за рідною мовою за даними перепису 2001 року:
| Мова       | Відсоток |
| ---------- | -------- |
| українська | 98,86 %  |
| російська  | 1,14 %   |